# Metin Colpan
Metin Colpan ist ein deutscher Unternehmer und Ingenieur. 1986 revolutionierte ein von ihm entwickeltes Verfahren die Biotechnologie.

## Werdegang
Colpan (ursprünglich Çolpan) ist tatarischer Abstammung türkischer Nationalität. In den 1970er Jahren kam er mit seinen Eltern im Alter von sechs Jahren nach Deutschland.
Nach einem Studium an der Technischen Universität Darmstadt promovierte Colpan ebendort 1983 zum Thema Entwicklung und Optimierung eines Trennverfahrens für hochmolekulare Nukleinsäuren mit Hilfe der Hochdruck-Flüssigkeitschromatographie (HPLC). Später war er als wissenschaftlicher Mitarbeiter am Institut für Biophysik der Heinrich-Heine-Universität Düsseldorf tätig.
1984 war er Mitgründer von Qiagen in Hilden bei Düsseldorf, deren Aufsichtsrat er heute noch angehört.
1986 revolutionierte der Ingenieur durch ein von ihm entwickeltes Verfahren die Biotechnologie. Es verkürzte die Dauer der Aufreinigung von Plasmiden, kleinen, ringförmigen DNA-Molekülen einer Bakterienzelle, auf zwei Stunden. So konnte erstmals ohne großen Kostenaufwand und ohne den Einsatz toxischer Chemikalien höchstreine DNA gewonnen werden. Bis heute gilt diese Innovation als das Erfolgsrezept für Qiagen.
1998 wurde Colpan nach Kemal Şahin als zweiter aus der Türkei stammender Unternehmer zum deutschen „Unternehmer des Jahres“ gewählt.
1998 gründete Colpan das Unternehmen GenPat77.
2004 trat Colpan als CEO von Qiagen zurück und wechselte in den Aufsichtsrat. Sein Nachfolger als Vorstandsvorsitzender wurde Peer Schatz. Per 1. Februar 2007 war Metin Colpan noch mit 4,3 % am Kapital von Qiagen beteiligt.
Von 2005 bis 2007 saß der langjährige Vorstand der von ihm gegründeten Firma im Aufsichtsrat von GenPat77.
Colpan ist ferner Mitglied im Aufsichtsrat der Unternehmen Morphosys und GPC Biotech. 2006 schied er aus dem Aufsichtsrat der Ingenium Pharmaceuticals aus.